# Baar-Ebenhausen
Baar-Ebenhausen ist eine Gemeinde im oberbayerischen Landkreis Pfaffenhofen an der Ilm.

## Geographie

### Lage
Die Gemeinde liegt etwa zwölf Kilometer südlich von Ingolstadt inmitten der Donauebene, zwischen der Bahnstrecke München–Treuchtlingen und der Autobahn A 9 (München–Nürnberg). Sie wird von Süd nach Nord von der Paar durchflossen.

### Gemeindeteile
Es gibt drei Gemeindeteile (in Klammern ist der Siedlungstyp angegeben):
- Baar (Pfarrdorf)
- Ebenhausen (Pfarrdorf)
- Ebenhausen-Werk (Siedlung)

Baar und das etwa 1 km nordwestlich gelegene Ebenhausen sind durch fortgesetzte Siedlungstätigkeit seit Ende der 1970er Jahre baulich verbunden und bilden einen Doppelort, der als solcher nicht amtlich benannt ist. 1,5 km nördlich von Ebenhausen liegt die Siedlung Ebenhausen-Werk mit einem Gewerbegebiet.

### Fläche
Die Gemeinde umfasst eine Fläche von 1477 ha, wobei auf Baar 630 ha und auf Ebenhausen mit Ebenhausen-Werk 847 ha entfallen.

## Geschichte
Die Gemeinde wurde durch Rechtsverordnung der Regierung von Oberbayern mit Wirkung vom 1. Mai 1984 aus den ehemals selbständigen Gemeinden Baar und Ebenhausen gebildet. Von 1978 bis 1984 hatten die beiden Gemeinden eine Verwaltungsgemeinschaft gebildet, blieben aber dennoch zwei rechtlich selbstständige Gemeinden.
Im Juni 2024 wurde Baar-Ebenhausen stark von dem Hochwasser in Süddeutschland 2024 getroffen.

### Einwohnerentwicklung
Zwischen 1988 und 2018 wuchs die Gemeinde von 4045 auf 5456 Einwohner bzw. um 34,9 %.

## Politik

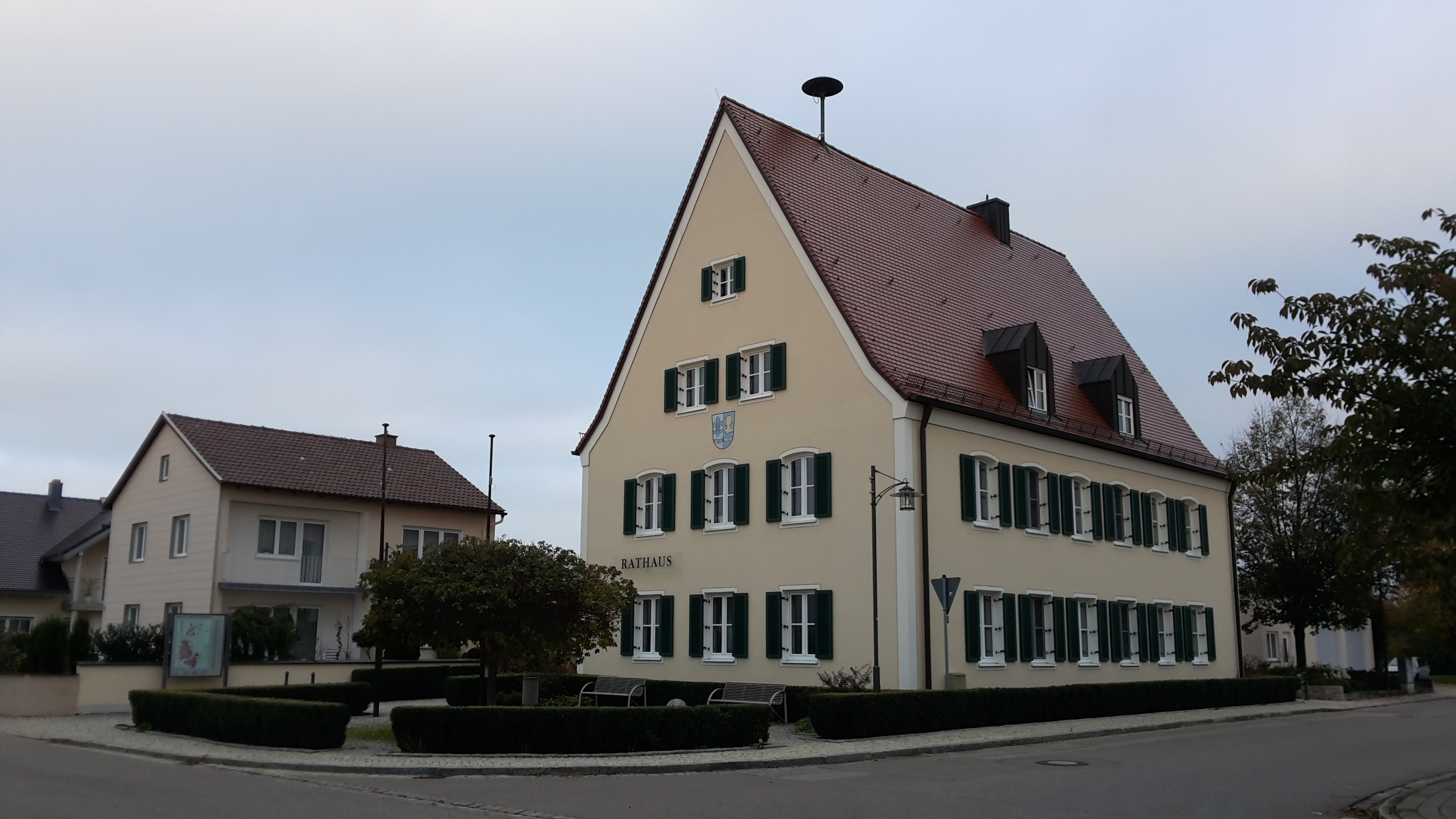
Rathaus der Gemeinde Baar-Ebenhausen

Das Rathaus befindet sich in Ebenhausen.

### Gemeinderat
|      | CSU | FW | GRÜNE | SPD | Gesamt   |
| 2020 | 10  | 7  | 2     | 1   | 20 Sitze |

### Bürgermeister
Nachdem Michael Kolisnek ein Jahr nach seiner Wiederwahl verstarb, ist Ludwig Wayand seit 21. April 2009 Bürgermeister. Wayand wurde im März 2014 und im März 2020 wiedergewählt.

### Wappen
| Wappen der Gemeinde Baar-Ebenhausen | Blasonierung: „Gespalten von Silber und Blau, überdeckt von einem gesenkten Wellenbalken in verwechselten Farben; vorne eine blaue heraldische Lilie, hinten eine goldene Gugel“ |
| Wappen der Gemeinde Baar-Ebenhausen | Wappenbegründung: Die Lilie symbolisiert Baar, die Gugel Ebenhausen. Die silber-blauen Farben erinnern an die Wittelsbacher. Das Wappen wird seit 1986 geführt.                  |

## Verkehrsanbindung
Seit 2011 ist der Bahnhof Baar-Ebenhausen im Ortsteil Ebenhausen an der Bahnstrecke München–Treuchtlingen in Betrieb. Zuvor gab es weiter südlich in Baar einen Bahnhof, der aber seit jeher den Namen des benachbarten Reichertshofen trug. Um höhere Geschwindigkeiten in diesem Abschnitt zu erreichen, wurde der Verlauf der Bahnlinie jedoch begradigt, was eine Verlegung des Bahnhofes nach Norden und die Umbenennung zur Folge hatte. Der Bahnhof Baar-Ebenhausen wird im Stundentakt von Regionalbahnen und Regional-Express-Zügen der Relation (Nürnberg–)Treuchtlingen–Ingolstadt–München bedient.
An der westlichen Gemeindegrenze verläuft, parallel zur Bahnstrecke, die Bundesstraße 13. Sie kann über Ebenhausen-Werk oder im Süden über Reichertshofen erreicht werden. Im Osten führt die A 9 durch das Gemeindegebiet. Nächste Anschlussstellen sind Manching (AS 63) und Langenbruck (AS 64).

## Persönlichkeiten

### Ehrenbürger
Folgende Personen erhielten die Ehrenbürgerwürde der ehemaligen Gemeinde Ebenhausen. Die Auflistung ist nach 1966 möglicherweise unvollständig.
| Verleihung | Name               | Beruf /Amt                                    |
| ---------- | ------------------ | --------------------------------------------- |
| 1919       | Peter Deindl       | Bürgermeister (20 Jahre lang)                 |
| 1925       | Johann Schönhuber  | Oberlehrer (23 Jahre lang), Gemeindeschreiber |
| 1954       | Anton Schwenninger | Bürgermeister (13 Jahre lang)                 |
| 1956       | Xaver Gruber       | langjähriger Gemeinderat                      |
| 1966       | Lorenz Huber       | Bürgermeister (21 Jahre lang)                 |

### Söhne und Töchter der Gemeinde
- Viktor Gernhard (1923–2014), geboren in Ebenhausen, Marinemaler und Illustrator